# Liste kultureller Veranstaltungen in Kroatien
Bedeutende kulturelle Veranstaltungen in Kroatien
| Zeitraum         | Ort                 | Bezeichnung | Inhalte |
| ---------------- | ------------------- | --- | --- |
| Februar–März     | Ganz Kroatien       | Karnevalsveranstaltungen (In Kroatien wird der Fasching auch als „fašnik“ oder „maškare“ bezeichnet)                                                   | Karneval, der größte Umzug findet in Rijeka statt |
| April            | Zagreb              | Tage der kroatischen und internationalen Musik (dani hrvatske glazbe)                                                                                  | Biennale, Kammermusik Konzerte, Moderne Musik |
| 19.–24. April    | Split               | Marulićevi dani | kroatisches Theaterfestival |
| Mai              | Zagreb              | Zagrebački književni razgovori (Literarische Gespräche in Zagreb)                                                                                      | Zusammenkunft internationaler Schriftsteller |
| 19.06.–03.07.    | Šibenik             | Internationales Kinderfestival (Međunarodni djećji festival)                                                                                           | Kunst von und für Kinder, z. B. Puppenspiele, Kindertheater |
| 23.–30.06.       | Zagreb              | Eurokaz | Internationales Theaterfestival des neuen Theaters |
| 12.–17.07.       | Burg Veliki Tabor   | Tabor Film Festival | internationale Kurzfilme |
| Juli–August      | Đakovo              | Đakovački vezovi | Folklore Festival |
| Juli–August      | Zagreb              | Zagreber Sommerfestival (Zagrebački ljetni festival)                                                                                                   | Kammermusik, Symphoniekonzerte, Jazz und Musikszene |
| Juli–August      | Motovun             | Motovun Film Festival, internationales Filmfestival | Kurzfilme, unabhängige Produktionen, Dokumentarfilme |
| Juli–August      | Pula                | Pula Film Festival, Filmfestival | Nationale und internationale Spielfilme, Im Ambiente der Arena (Amphitheater) in Pula                                                                              |
| Juli–August      | Kaštela (bei Split) | Večeri dalmatinske pisme (Dalmatinische Liederabende)                                                                                                  | |
| 01.–07.08.       | Zagreb              | Woche der modernen Tanzes (tjedan suvremenog plesa) | Moderne Tanzkunst |
| August           | Varaždin            | Špancirfest | Abgeleitet vom deutschen Wort „spazieren“. Straßenfestival. Performance, Tanz, Akrobatik, Theater, Musik...                                                        |
| 01.08.–15.09.    | Poreč               | Konzerte in der Euphrasius-Basilika | Sakrale und weltliche Musik |
| 08.08.–15.10.    | Zadar               | Konzerte in der Kathedrale des Hl. Donatus | Kammermusik, Symphoniekonzerte, Kirchenmusik |
| 10.07.–25.08.    | Dubrovnik           | Dubrovniker Sommerfestival (Dubrovački ljetni festival)                                                                                                | kroatische und internationale Theateraufführungen und Konzerte, Leitung: Christoph Campestrini                                                                     |
| 14.08.–12.09.    | Split               | Splitsko ljeto (Sommerfestival in Split) | Theateraufführungen, Opern und Konzerte |
| 16.08.–01.09.    | Krk                 | Sommeraufführungen | Klassische Konzerte, Musikszene |
| 19.–23. August   | Zagreb              | Internationales Folklorefestival (Međunarodna smotra folklora)                                                                                         | Folklore Aufführungen auf dem Jelačić-Platz in Zagreb |
| August           | Sinj                | Sinjska alka, Ritterspiele | Ritterspiele mit jahrhundertealter Tradition. Reiter in den typischen Militär-Trachten des dalmatinischen Hinterlandes, die noch auf die Türkenkriege zurückgehen. |
| August–September | Zagreb              | International Puppet Theatre Festival – PIF | internationales Puppenspieler Festival |
| September        | Dubrovnik           | Festival Julian Rachlin & Friends | Jährliche Zusammenkunft der besten klassischen Virtuosen in den Räumlichkeiten der Kneževi dvori (Herzogspalast mit exzellenter Akustik).                          |
| September        | Krapina             | Woche der kajkavischen Kultur und Lieder (Tjedan kajkavske kulture i popevke). Festival von großer kultureller Bedeutung für den nordkroatischen Raum. | Folklore, Chormusik, Kunstausstellung, |
| September        | Vinkovci            | Vinkovačke jeseni (Herbstfestival Vinkovci) | Folklore |
| 20.09.–05.10.    | Varaždin            | Barocke Musikabende (Barokne glazbene večeri) | Konzerte |
| Oktober–November | Zagreb              | Zagreber Salon (Zagrebački salon) | Themenbezogene Ausstellungen |
| 11.–14.11.       | Pula                | Internationale Musiktribüne (Međunarodna glazbena tribina)                                                                                             | Moderne Konzerte aus der Alpen und Adria-Region |